# Joseph Méry
Pour les articles homonymes, voir Méry.
Joseph Méry, né le 2 pluviôse an V à Marseille et mort le 17 juin 1866 à Paris 9e, est un journaliste, romancier, poète, dramaturge et librettiste français.

## Biographie
À l’achèvement de ses études au lycée Impérial de Marseille, saisi d’horreur devant le spectacle des luttes sanglantes et des massacres de la Terreur blanche signalant dans le Midi le retour des Bourbons, le jeune homme, jusque-là royaliste, devient bonapartiste et libéral. Il collabore au journal libéral, le Phocéen d’Alphonse Rabbe.
Sa première célébrité émane d’une satire en vers publiée en 1820 dans un petit journal de Marseille contre l’abbé Eliça-Garay, inspecteur en chef des collèges, qui enjoignait expressément aux professeurs de donner les prix à ceux des élèves qui remplissaient avec le plus de ponctualité leurs devoirs religieux, sans acception de mérite, de travail et de talent. Eliça-Garay ayant porté plainte devant les tribunaux, le jeune auteur du pamphlet est condamné à quinze mois de prison.
Fier d’être persécuté pour sa cause, il refuse de demander sa grâce. Sorti de prison, il habitera tantôt la capitale et tantôt Marseille, où il avait fait ses premières armes dans le journalisme et où l’appelaient de nombreux amis, jusqu’en 1828. Il crée son propre journal voué à la cause du libéralisme, la Méditerranée, qui fusionnera avec le Phocéen, pour devenir le Sémaphore.
Plus assidu à Paris, à partir de 1823, il vivait de traductions du latin que lui procurait Rabbe, installé depuis six mois à Paris, où il écrivait une Histoire des Papes, lorsque Pierre Soulé l’engage comme rédacteur au Nain jaune avec dix-huit cents francs d’appointements. Le Nain Jaune, écrasé par des amendes énormes, ayant cessé de paraitre, il rédige, avec Auguste Barthélemy, royaliste repenti, des satires, comme les Sidiennes, la Villéliade , qui visait rien moins qu’à renverser le ministère ultraroyaliste Villèle, que l’éditeur Ponthieu a payée 25 000 fr., et qui s’est vendu à plus de 12 000 exemplaires, en moins d’une semaine.
Cette terreur du ministère Villèle était témoin et parrain dans tous les duels, quand lui-même n’y figurait pas comme partie principale. À la vue d’une balle venant s’amortir sur une pièce de cinq francs contenue dans le gousset de l’un des combattants, il a eu cette saillie : « Voilà de l’argent bien placé ! » Ami de Balzac, Hugo, Chateaubriand, Gautier, Nerval, Dumas, Émile et Antony Deschamps, Sainte-Beuve, Boulanger, Delacroix, Rossini, Hérold, Alfred de Vigny, Alfred de Musset, Henri Heine, Frédéric Soulié, Léon Gozlan Eugène Sue, Arsène Houssaye, Mérimée, Alphonse Karr, Armand Carrel et Stendhal, entre autres, il fréquente les cercles littéraires et intellectuels à la mode. Reconnu pour son esprit, on se le dispute dans les salons, les fêtes, toutes les réunions artistiques, sans qu’il perde jamais de sa verve intarissable, avec le temps. Plus tard, il entrera en relations d’amitié avec Émile de Girardin, Delphine de Girardin, Théophile Gauthier et Gérard de Nerval.
En 1829, il compose l’Assassinat, évoquant les massacres de 1815, avant de reprendre sa collaboration avec Barthélemy, dans leur croisade fraternelle contre le pouvoir, qui donnent lieu à Rome à Paris, la Corbiéréide et la Censure, publiées six mois après la Villéliade. Villèle tombé, son remplaçant, Martignac, tente de se concilier ses bonnes grâces en lui offrant la croix, qu’il refuse. Le ministère de Martignac échu à Polignac, deux nouvelles satires, la Peyronnéide, la Guerre d’Alger,  l’attaquent et mettent ce dernier à mal. Il publie également son premier roman, le Bonnet vert.
Lors de la Révolution de Juillet, il prend les armes et compose un poème, l’Insurrection, et un hymne, la Tricolore, dont Halévy a composé la musique, et qui a été chantée sur tous les théâtres de Paris. Déçu par la monarchie de Juillet, il se retire à Marseille, décidé à ne plus s’occuper de politique, jusqu’à ce que Barthélemy, qui venait de fonder la Némésis, ne le rappelle à Paris, en 1831. Ce périodique satirique, qui cinglait sans pitié tous les ridicules, raille notamment les ambitions politiques de Lamartine. La seconde année, le gouvernement ayant demandé à Méry et à Barthélémy 100 000 francs de cautionnement, les auteurs sont obligés de cesser leur publication.
En 1837, Méry profite du repos auquel sa plume était condamnée pour faire son premier voyage en Italie, auquel le conviait la famille impériale, qui correspondait, depuis longtemps avec lui, et retrouve la reine Hortense. Les notes qu’il rapporte de ce voyage, lui permettent d’écrire, une fois revenu en France, d’abord les Scènes de la Vie italienne. La Revue de Paris donne ensuite un Amour dans l’Avenir, roman dont le succès n’a fait qu’augmenter à sa publication en volume, et auquel ont succédé un grand nombre de nouvelles : « Van Dick au palais Brignola}, « les Adeptes de l’Immortalité », « l’Âme transmise », etc. Ensuite ce sont la Comtesse Hortensia, Saint-Pierre de Rome, Sémiramide, puis la Juive au Vatican ou Amor e Roma. Avec les découvertes précieuses qu’il a faites dans les bibliothèques vaticanes, Méry a pu écrire France et Orient, sur la croisade de saint Louis.
Après un autre voyage en Italie, dont il est revenu, en 1838, tout exprès de Florence, au milieu de l’hiver, pour écrire le discours d’inauguration du théâtre de la Renaissance, il entre au Figaro qui accueille ses satires. Doué d’une étonnante capacité d’improvisation lyrique, ami de Victor, un jour que les deux poètes rencontrent sur le boulevard, Anténor Joly et Ferdinand de Villeneuve, ceux-ci demandent au maitre quand il leur fera un drame. « — Êtes-vous pressé ? leur demande Victor Hugo. — Très pressé.— Alors, voilà Méry qui vous en fera un, et qui viendra vous le lire chez moi, lundi prochain, à midi, répond Hugo. » Sans sourciller, Méry qui n’avait jamais travaillé pour le théâtre mais, pour rien au monde, n’aurait voulu faire mentir le maitre, a lu, au jour et à l’heure fixés, le drame de la Bataille de Toulouse aux futurs directeurs de la Renaissance. Ce drame a eu cent représentations, les troupes de province l’ont joué pendant des décennies. Cette pièce a servi de base à Verdi pour son opéra La battaglia di Legnano.
Amoureux du théâtre jusqu’au dernier jour de sa vie, il a fait successivement représenter ses pièces à l’Odéon, la Comédie-Française, l’Opéra, sur plusieurs scènes secondaires et jusqu’aux bosquets dramatiques de Bad Ems mais, rebuté par la nécessité d’avoir à rendre des comptes aux directeurs, aux comédiens et au public, il a fini par publier deux volumes de comédies de salon pour s’affranchir des ses contraintes:106. Préférant rédiger des romans en feuilletons, il livre, coup sur coup aux abonnés de la Presse, de 1842 à 1844, Héoa, la Floride, la Guerre du Nizam, trilogie succédant aux Mystères d’Udolphe, l’Histoire d’une colline et à la Famille Dherbier. Un incendie dans les bureaux de la Presse ayant réduit en cendres les quatorze premiers feuilletons de la Guerre du Nizam, il a refusé les cinq mille francs de dédommagement qui lui offraient les directeurs, et s’est mis à recommencer son œuvre. Les autres œuvres principales de Méry sont : la Ferme de l’Orange, Une Conspiration au Louvre, la Circé de Paris, Une Veuve inconsolable, Adrienne Chenevier, les Deux Enseignes, le Transporté, Un mariage de Paris.

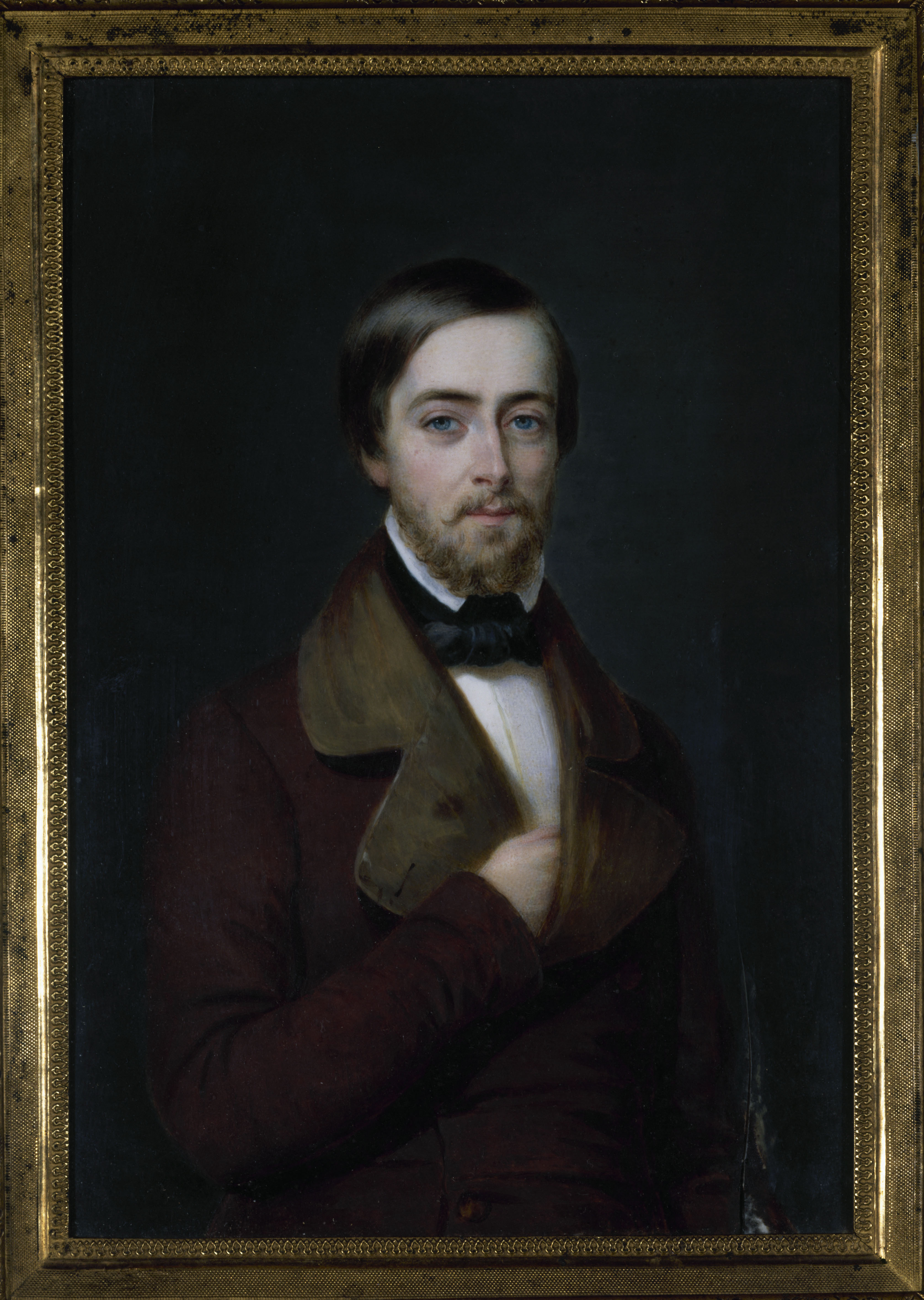
Gouache sur ivoire anonyme. Paris, Maison de Balzac.

Méry racontait l’Inde, et la Chine, et l’Afrique, et l’Asie, et l’Australie, mieux que s’il les avait visitées, mais il les a vues par révélation et sans quitter son cabinet de travail. Des capitaines au long cours qui avaient fait dix fois le voyage de Marseille à Calcutta ont soutenu que l’auteur d’Heva avait secrètement visité l’Inde:98. Il a répété cet exploit dans deux autres romans, le Paradis natal et le Damné de l’Australie. Sa nouvelle, Anglais et Chinois, a fait une telle impression sur la femme du diplomate Théodose de Lagrené, qu’elle a obsédé le ministère Guizot pour faire nommer son mari chef de mission diplomatique en Chine, pour aller voir un pays dont la description de Méry l’avait ravie. Également féru d’archéologie, le 3 septembre 1857, il fait fouiller une fontaine à Schwalheim, près de Friedberg, où il pensait que les troupes de Varus s’étaient désaltérées et met soixante-quatorze médailles et une foule d’armures d’origine romaine:76.
Possédé de la passion du jeu, jouant et perdant gros dans les casinos d’Allemagne, à Ems, à Wiesbaden et à Bade, lorsqu’il joue au whist, dans les salons de l’Amirauté, pendant son séjour en Angleterre, une foule de gens le regarde jouer au whist. Aux échecs, jouant par correspondance avec des adversaires postés à Londres et à Florence, il a battu le champion La Bourdonnais, et écrira, dans la revue de celui-ci, Le Palamède, de nombreux articles faisant autorité. En 1847, il publie un recueil de règles de jeux intitulé l’Arbitre des jeux, accompagné de poèmes sur ce thème.
Il collabore avec Gérard de Nerval à des adaptations de pièces, dont quelques-unes de Shakespeare. En 1859, il publie Monsieur Auguste, roman évoquant l’amour entre hommes, sujet tabou dans la littérature et interdit par la censure sous le Second Empire. Trois de ses ouvrages sont considérés comme des romans criminels : Le Bonnet vert (Boulland, 1830) ; L’Assassinat (Canel & Guyot, 1832) et Salons et souterrains de Paris (Lévy, 1851).
En 1864, Alexandre Dumas invite tous les poètes de France à faire montre de leurs talents en composant des poèmes à partir de bouts-rimés choisis à cet effet par Méry. En 1865, Georges Bizet compose son recueil pour piano les Chants du Rhin, en s’inspirant de six de ses stances. À l’opéra, il a signé notamment le livret de Sémiramis (1860), opéra en 4 actes de Rossini et, en collaboration avec Camille du Locle, Don Carlos (1867), opéra en cinq actes de Verdi. Retiré de la politique dans les dernières décennies de sa vie, il ne s’occupait plus que de poésie intime, de poésie de cœur, qu’il semait dans les boudoirs, sur les albums, et que son ami Georges Bell a rassemblé au sein d’un recueil.
Il a succombé à un cancer du larynx. Il avait reçu une pension de Napoléon III. Il est inhumé le 19 juin 1866 au cimetière de Montmartre. Son frère Louis, était journaliste au Caducée, au Tambourinaire et au Ménestrel, archiviste de la ville de Marseille, professeur de littérature étrangère à la faculté d’Aix, auteur d’une Histoire de Provence.

## Jugements
« Mery sait tout, ou à peu près tout ce qu’on peut savoir : il connait la Grèce comme Platon, Rome comme Vitruve ; il parle latin comme Cicéron, italien comme Dante, anglais comme lord Palmerston […], et que la conversation soit à la morale, à la littérature, à la politique, aux voyages ; qu’il soit question de Socrate ou de M. Cousin, d’Homère ou de M. Viennet, d’Hérodote ou de M. Cottu, vous aurez la plus merveilleuse improvisation que vous ayez jamais entendue. Il est savant comme l’était Nodier ; il est poëte comme nous tous ensemble ; il est paresseux comme Figaro, et spirituel… comme Méry. »

## Publications

### Romans, nouvelles et proses diverses
- Le Quartier général des jésuites, ou la Ligue à Marseille et à Aix, Paris, A.-J. Denain, 1829.
- Le Bonnet vert, Paris, Boulland, 1830.
- L’Assassinat, scènes méridionales de 1815, Paris, U. Canel et A. Guyot, 1832.
- « Ponce Pilate à Vienne », conte paru dans la Revue de Paris, 1937 (t. 14, p. 172-192), reproduit dans les Nuits de Londres (t. 2, p. 170-227) ainsi que dans Contes et Nouvelles (p. 175-204).
- Scènes de la vie italienne, 2 vol., Paris, Dumont, 1837.
- Les Nuits de Londres, 2 vol., Paris, Dumont, 1840.
- Un amour dans l’avenir, Paris, Dumont, 1841, 2 vol., t. 1 sur Gallica, t. 2 sur Gallica.
- Le Siège de Marseille par le connétable de Bourbon, chronique du XVIe siècle, Paris, Dumont, 1841.
- Anglais et Chinois, Paris, Michel Méry frères, 1843, 116 p., 1 vol. in-16 (lire en ligne sur Gallica).
- La Comtesse Hortensia, Paris, Victor Magen, 1844.
- Héva, Paris, Michel Méry frères, 1844, 273 p., 18 cm (lire en ligne sur Gallica).
- La Floride, Paris, Calmann-Levy, 1844, 292 p., 1 vol. 19 cm (lire en ligne sur Gallica).
- L’Éden, mystère en 2 parties, Paris, Vve Jonas, 1844.
- La Guerre du Nizam, Paris, Magen, 1847.
- Un mariage de Paris, 2 vol., Paris, G. Roux et Cassanet, 1849.
- André Chénier, 3 vol., Paris, Wittersheim, 1849.
- La Juive au Vatican : ou Amor e Roma, Paris, Arnauld de Vresse, 1851, 2 vol. (lire en ligne sur Gallica).
- Muses et fées. Histoire des femmes mythologiques, avec Louis-François Raban, Paris, G. de Gonet, 1851.
- Salons et souterrains de Paris, 3 vol., 1851.
- Trafalgar, 4 vol., Paris, Michel Méry, 1852-1853.
- Georges Bell, La Ferme de l’Orange : précédée d’une Étude littéraire sur Méry, Paris, Baudry, 1853, xxviii-248, 1 vol. in-16.
- Le Dernier Fantôme, Paris, Gabriel Roux, 1853.
- Nouvelles nouvelles, Paris, Hachette, 1858, 251-4 p., 19 cm (lire en ligne sur Gallica).
- Les Nuits anglaises, contes nocturnes, Paris, Michel Lévy frères, 1853.
- Les Nuits italiennes : contes nocturnes, Paris, Michel Méry frères, 1853, 314 p., in-12 (lire en ligne sur Gallica).
- Les Nuits d’Orient : contes nocturnes, Paris, Michel Méry frères, 1854, xii-341, in-18 (lire en ligne sur Gallica).
- Les Nuits espagnoles, Paris, Michel Lévy frères, 1854.
- Saint-Pierre de Rome, Paris, Gabriel Roux & Cassanet, 1854, 320 p., 2 vol. in-8° (lire en ligne sur Gallica).
- Un amour dans le crime, 2 vol., 1854.
- Une histoire de famille, 2 vol., 1854.
- Le Paradis terrestre, 2 vol., 1855.
- Trois Bluettes : Le Voile. La Pèlerine. Le Manchon, 1855.
- Les Nuits parisiennes, 1855.
- Histoire d’une colline, 1855.
- Le Bonheur d’un millionnaire, 1855.
- Le Château d’Udolphe, 1855.
- Les Damnés de Java, 3 vol., 1855.
- Les Matinées du Louvre : paradoxes et rêveries, entretiens de salons, 1855.
- Constantinople et la Mer Noire, Paris, Belin-Leprieur et Morizot, 1855, xi, 495 p., 27 cm (OCLC 10336284, lire en ligne).
- Une nuit du midi. Lẹ Château basque. Un souvenir de l’adolescence, Paris, Dondey-Dupré, 1855, 307 p., 16 cm (OCLC 13681084, lire en ligne).
- Un carnaval de Paris, 1856.
- Les Amants du Vésuve, 1856.
- La Circé de Paris, 2 vol., 1856.
- Les Deux Amazones, 1857.
- Ems et les bords du Rhin, Paris, L. Hachette, 1858, 269 p., 19 cm (OCLC 2306732, lire en ligne).
- Monsieur Auguste, Paris, 1859 (lire en ligne sur Gallica).
- Le Château vert, Paris, Michel Lévy, 1859 (1re éd. 1847), 317 p. (OCLC 858855932, lire en ligne).
- Napoléon en Italie, Paris, A. Bourdilliat, 1859, 163 p. (OCLC 858649572, lire en ligne).
- Le Château des trois tours, 1860.
- Marseille et les Marseillais, Paris, Calmann-Lévy, 1860, 308 p., 19 cm (OCLC 13075305, lire en ligne sur Gallica).
- Contes et nouvelles, Paris, L. Hachette, 1860, 321 p., in-16 (lire en ligne sur Gallica).
- Ursule, 1860.
- Un crime inconnu, 1861.
- La Comédie des animaux, histoire naturelle en action, 1862.
- Les Amours des bords du Rhin, 1864.
- Les Uns et les Autres, 1864.
- La Vie fantastique, 1864.
- La Prima Dona. Précédé du Bonheur des grandes artistes, 1866.
- La Chasse au chastre, 1860.
- Les Journées de Titus, Paris, Michel Lévy frères, 1866, 376 p., in-18 (lire en ligne sur Gallica).
- La Vénus d’Arles, 1866.
- Les Fleurs mystérieuses, 1867.
- Le Château de la favorite, 1874.
- Marthe la blanchisseuse. La Vénus d’Arles, Paris, Michel Lévy frères, 1874, 302 p., in-18 (lire en ligne sur Gallica).
- La Cour d’amour, Paris, Calmann-Levy, 1875, 275 p., 1 vol. in-12 (lire en ligne sur Gallica).
- La Comtesse Adrienne, 1876.
- Quatre nouvelles humoristiques (introduction et notes d’Ernest Jaubert), Paris, Bossard, 1922, 280 p., in-16 (OCLC 5385100, lire en ligne).

### Poésie
- Une revanche de Waterloo, ou Une partie d’échecs : poème héroï-comique, Paris, Au Club des Panoramas, 1836, 19 p., in-8°.
- L’Arbitre des jeux : accompagné de petits poèmes historiques, Paris, Gabriel de Gonet, 1847, 506 p., 11 cm (OCLC 68974928).
- Mélodies poétiques, Paris, V. Lecou, 1853, 280 p., 18 cm (OCLC 32914495).
- Les Vierges de Lesbos : poème antique, Paris, G. Bell, 1858, 24 p., 31 cm (OCLC 38285269, lire en ligne).
- Poésies intimes, mélodies, Paris, Michel Lévy Frères, 1864, 316 p., 18 cm (OCLC 457723751).

### Théâtre
- La Bataille de Toulouse, ou Un amour espagnol, drame en 3 actes, en prose, Paris, Théâtre Beaumarchais, 11 avril 1836.
- L’Univers et la Maison, comédie en 5 actes et en vers, Paris, théâtre de l'Odéon, 3 novembre 1846.
- Le Quinze Janvier, ou Comédiens et Parrains, comédie en un acte et en vers, Paris, Théâtre de l'Odéon, 15 janvier 1847.
- Le Paquebot, comédie en 3 actes et en vers, Paris, Théâtre de l'Odéon, 4 avril 1847.
- Le Vrai Club des femmes, comédie en 2 actes, en vers, Paris, Comédie-Française, 19 août 1848.
- Une veuve inconsolable, ou Planète et Satellites, comédie en 4 actes et en prose, Paris, Théâtre de l'Odéon, 5 avril 1850.
- Raphaël, comédie historique en 3 actes, en vers, 1851.
- Le Sage et le Fou, comédie en 3 actes, en vers, avec Bernard Lopez, Paris, Théâtre-Français, 6 août 1852.
- Gusman le Brave, drame en 5 actes et en vers, Paris, Théâtre de l'Odéon, 19 septembre 1853.
- Aimons notre prochain, parabole en 1 acte, en prose, Paris, salle Herz, 2 mai 1854.
- L'Essai du mariage, comédie en 1 acte, en prose, Paris, Théâtre-Français, 6 mars 1855.
- Frère et Sœur, drame en 5 actes, avec Bernard Lopez, Paris, théâtre de l'Ambigu-Comique, 14 juin 1855.
- Les Deux Frontins, comédie en 1 acte, en vers, avec Paul Siraudin, Paris, Théâtre-Français, 10 juin 1858.
- La Fiancée aux millions, comédie en 3 actes, en vers, avec Bernard Lopez, Paris, théâtre de Belleville, février 1864.
- Théâtre de salon : Après deux ans. La Coquette. Aimons notre prochain. Le Château en Espagne. Être présenté. La Grotte d'azur. Une veuve inconsolable, Paris, Michel Lévy frères, 1862, 339 p., in-12 (OCLC 10907136, lire en ligne sur Gallica).
- Nouveau théâtre de salon : La Comédie chez soi. Une éducation. Comédiens et diplomates. M. Rousseau. Gloire et amour. Le Récit de Théramène. La Soubrette de Clairon. Le Prix de famille, Paris, Michel Lévy frères, 1865, 322 p. (OCLC 57359982, lire en ligne).

### Livrets
- Christophe Colomb, musique de Félicien David, ode-symphonie, 1847.
- Maître Wolfram, musique d’Ernest Reyer, opéra-comique en 1 acte, 1854.
- Herculanum, musique de Félicien David, opéra en quatre actes, 1859.
- Sémiramis, musique de Gioachino Rossini, opéra en 4 actes, 1860.
- Érostrate, musique d’Ernest Reyer, opéra en 2 actes, avec Émilien Pacini, 1862.
- Jeanne d'Arc, musique de Gilbert Duprez, opéra en 5 actes, avec prologue, avec Édouard Duprez, 1865.
- Don Carlos, musique de Giuseppe Verdi, opéra en cinq actes, avec Camille du Locle, 1867.

### Publications en collaboration

#### Publications en collaboration avec Auguste Barthélemy
- Sidiennes, épîtres-satires sur le dix-neuvième siècle, Paris, Stahl, 1825.
- Biographie des quarante de l'Académie française, Paris, chez les marchands de nouveautés, 1826.
- Les Jésuites, épître à M. le président Séguier, Paris, chez les marchands de nouveautés, 1826.
- La Villéliade ou la prise du château Rivoli. Poème héroï-comique en cinq chants, Paris, Marchands de nouveautés, 1826, lire en ligne sur Gallica
- Une soirée chez M. de Peyronnet ou le seize avril. Scène dramatique, 1827.
- La Censure, scène historique, Paris, Marchands de nouveautés, 1827.
- Rome à Paris, poème en 4 chants, Paris, Ambroise Dupont, 1827.
- Le Congrès des ministres, ou la Revue de la garde nationale : scènes historiques, Paris, Ambroise Dupont, 1827, lire en ligne sur Gallica
- Peyronnéide, épître à M. de Peyronnet, Paris, Ambroise Dupont, 1827.
- La Corbiéréide, poème en 4 chants, Paris, Ambroise Dupont, 1827, lire en ligne sur Gallica
- La Bacriade, ou la Guerre d'Alger, poème héroï-comique en 5 chants, Paris, Ambroise Dupont, 1827.
- Napoléon en Égypte, poème en 8 chants, Paris, Ambroise Dupont, 1828.
- Le Fils de l'homme, ou Souvenirs de Vienne, Bruxelles, H. Tarlier, 1829.
- Waterloo. Au général de Bourmont, Paris, A.-J. Denain, 1829.
- L'Insurrection, poème dédié aux Parisiens, Paris, A.-J. Denain, 1830.
- Œuvres de Barthélemy et Méry, Paris, A.-J. Denain, 1831.
- Les Aygalades et Fontainieu, Marseille, Feissat aîné et Demonchy, 1834.

#### Publications en collaboration avec Gérard de Nerval
- Le Chariot d'enfant : drame en vers, en 5 actes et 7 tableaux, traduction du drame indien du Roi Soudraka, Paris, D. Giraud et J. Dagneau, 1850, in-8º (OCLC 503950999, lire en ligne sur Gallica).
- L'Imagier de Harlem : ou la Découverte de l'imprimerie (drame-légende à grand spectacle, en 5 actes et 10 tableaux, en prose et en vers, avec Gérard de Nerval et Bernard Lopez, ballets d’Adrien), Paris, Librairie théâtrale, 1852, 102 p., in-16 (OCLC 41440259, lire en ligne sur Gallica).